# Deineches nudiventris
Deineches nudiventris är en tvåvingeart som först beskrevs av Macquart 1846.  Deineches nudiventris ingår i släktet Deineches och familjen blomflugor. Inga underarter finns listade i Catalogue of Life.